# Cataclysm: Dark Days Ahead
Cataclysm: Dark Days Ahead (abrégé en CDDA) est un jeu vidéo roguelike de survie d'horreur open source. C'est un fork du jeu original Cataclysm. 
Il est téléchargeable gratuitement sur le site Web du jeu et le code source est également disponible gratuitement sur le référentiel GitHub du projet sous la licence CC BY-SA Creative Commons. Le jeu est actuellement largement développé par sa communauté. Rock, Paper, Shotgun a nommé CDDA l'un des « 50 meilleurs jeux gratuits sur PC » en 2016.
Le jeu est basé sur du texte, bien que différents jeux de tuiles graphiques soient disponibles. Avant de jouer, le joueur génère un monde qui peut être partagé entre différents personnages. Le joueur crée ensuite un personnage et est placé dans l'un des nombreux scénarios de départ possibles. Le joueur est alors libre de faire ce qu'il veut tout en survivant à l'apocalypse zombie. Cela inclut à la fois les choses nécessaires à la survie quotidienne telles que le pillage, la chasse et la recherche d'un abri, ainsi que des objectifs plus larges tels que l'agriculture, l'installation bionique, la fabrication et la réparation de véhicules et la construction de maisons.

## Intrigue
Le jeu se déroule en Nouvelle-Angleterre , dans un futur proche, après qu'un événement catastrophique a tué la majeure partie de la population humaine et engendré divers monstres et dangers. Après un crash d'OVNI dans les années 90, le gouvernement américain a commencé à rechercher des dimensions alternatives. Au cours de leurs explorations, ils ont obtenu un échantillon appelé XE-037, une mystérieuse glu noire connue sous le nom de blob qui était capable de réanimer les morts et de provoquer des mutations phénotypiques ciblées. XE-037 s'est échappé de l'environnement du laboratoire, provoquant une énorme apocalypse de zombies et manipulant la population à travers l'humeur des gens, rendant de nombreuses personnes violentes. Au cours des mois suivants, le monde a commencé à devenir encore plus incontrôlable, avec des manifestations de masse, des émeutes et le déploiement interne de troupes militaires. Au milieu du chaos, la Terre est devenue la cible d'une attaque de portail multidimensionnelle, conduisant à de vastes tempêtes de portails, avec des portails s'ouvrant partout dans le monde, affectant la météo et la réalité qui les entoure. Des forces inconnues d'autres dimensions sont entrées de manière opportuniste alors que notre tissu dimensionnel était déstabilisé.
Un responsable du gouvernement américain a réussi à accéder au système de diffusion d'urgence et à envoyer un dernier message : « Le gouvernement est tombé. Aucune aide n'arrive, tu es tout seul ». Beaucoup considèrent que c'est le jour de la fin du monde. Cet événement est appelé Le Cataclysme. Bien que le cataclysme soit principalement une apocalypse zombie, de nombreux autres événements désastreux se produisent, notamment des invasions de champignons, de Triffids, de monstres lovecraftiens tels que les Mi-Go qui ont construit des campements et des tours dans le monde entier, et des grottes contenant des rats d'égout et un roi des rats. .
Avant le cataclysme, les robots se répandaient dans divers lieux de travail tels que les hôpitaux, les postes de police et les mines.

## Développement
Cataclysm: Dark Days Ahead est basé sur le jeu précédent Cataclysm dont le code source a été rendu open-source sous la licence Creative Commons CC BY-SA sur GitHub  par l'auteur original Whales en octobre 2010,,. Après que l'auteur de Cataclysm ait mis fin au développement vers 2012, la communauté du jeu a intégré le jeu dans un nouveau référentiel appelé Cataclysm: Dark Days Ahead début 2013.
En juin 2013, un financement participatif réussi sur Kickstarter a permis de récolter 9 492 $ (au-delà de l'objectif de 7 000 $) pour le paiement d'un développeur à temps plein pendant 3 mois et demi.

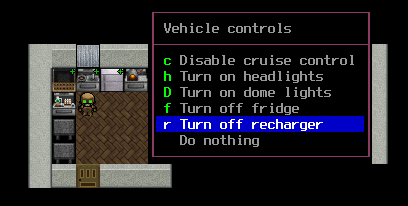
Capture d'écran du jeu avec des textures graphiques

Le jeu est fait avec ncurses pour fournir des graphismes textuels ; plus tard, une version Simple DirectMedia Layer (SDL) avec des tuiles graphiques a été mise a disposition des joueurs.
Le jeu est en plein développement avec des versions expérimentales rendues disponibles plusieurs fois par jour. Les versions stables sont considérées comme des étapes du développement plutôt que comme la version principale, la branche expérimentale mise à jour quotidiennement étant la version "maître" du jeu.
En décembre 2015, un gestionnaire de lancement non officiel a été créé pour CDDA sous une licence MIT open-source pour permettre aux joueurs de rester à jour avec les dernières versions et en proposant l'installation de mods tiers,. Cependant, ce projet a été abandonné depuis janvier 2022.

## Jeu
Contrairement à la plupart des roguelikes, il n'y a pas d'objectif : le joueur est libre d'explorer la carte générée de manière procédurale, de nettoyer des zones de monstres, de travailler avec des PNJ et de construire des abris et des véhicules. Le gameplay est principalement basé sur la survie au jour le jour, et le jeu prend en compte des paramètres comme la faim, la soif, le moral, les maladies et la température que le joueur doit gérer pour rester en vie. Le jeu gère également de nombreux autres mécanismes concernant le joueur, notamment la toxicomanie, les mutations, les membres cassés et les implants bioniques.

## Monde

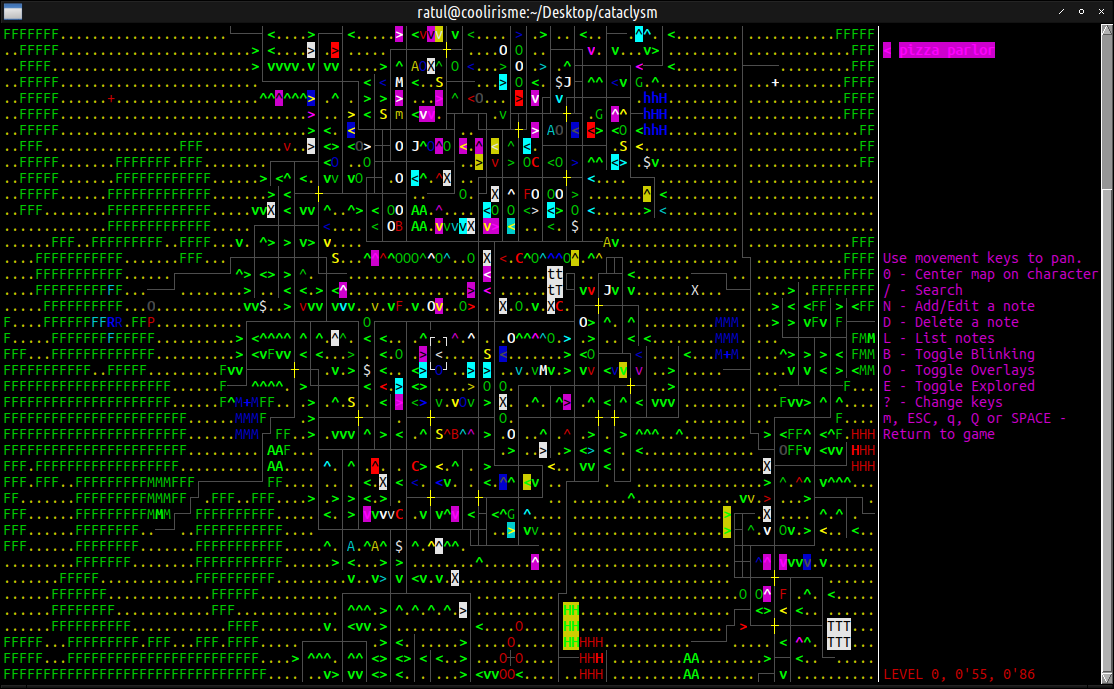
Vue cartographique en ascii montrant une grande ville

Le monde peut être conservé entre les parties. Lors de la création d'un nouveau personnage après la mort d'un personnage précédent, le nouveau jeu peut prendre place dans le même monde que le joueur décédé. Le monde simule les saisons et les conditions météorologiques. La durée des saisons peut être modifiée avant la génération du monde. Les conditions météorologiques / événements récents ajoutés incluent les tempêtes de portail, qui n'étaient initialement mentionnés que dans le scénario principal de CDDA, pendant ces tempêtes de portail des monstres apparaîtront qui peuvent avoir des effets négatifs sur le joueur lorsqu'ils sont bloqués dehors; s'ils ne les tuent pas carrément. Pendant ces tempêtes de portail, un donjon apparaîtra, ce donjon peut accorder au joueur des effets temporaires uniques ou lui permettre de récupérer des objets lorsqu'il est traversé avec succès.
Un monde CDDA typique comprend des villes, des villages, des rivières, des forêts, des ponts et d'autres nombreux centres d'intérêts pour le joueur. Les villes et villages ont généralement plusieurs structures communes que l'on trouve souvent dans le monde réel, tels que des maisons, des magasins, des centres commerciaux, des parkings, des piscines, des hôpitaux, etc., mais présentent un danger sous la forme de grandes hordes de zombies. Des endroits plus rares tels que des laboratoires, des bases militaires et des silos de missiles peuvent être trouvés dans des endroits reculés à travers le monde. Les dernières versions prennent en charge les bâtiments en trois dimensions en permettant au joueur de se déplacer sur différentes tranches verticales (monter un escalier, , etc.).
Tandis que la plupart du jeu se déroule à la surface, le monde contient des donjons souterrains comme des mines, des laboratoires et toutes sortes de temples.

## Personnage

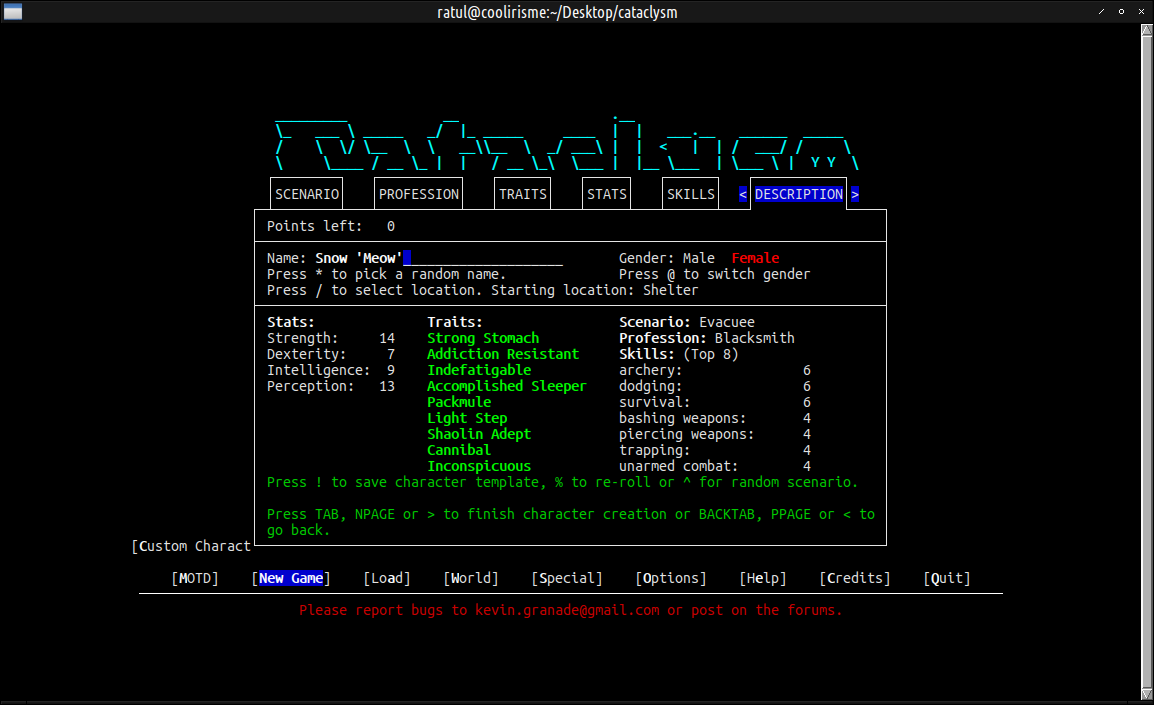
Menu de création du joueur qui laisse choisir la profession, les traits, les compétences et les statistiques du personnage

Les personnages peuvent être générés de manière aléatoire ou peuvent être personnalisés en fonction des préférences du joueur ou de l'expérience de jeu recherchée. Les joueurs choisissent parmi plusieurs scénarios initiaux disponibles. Le scénario par défaut est Évacué dans lequel le joueur part d'un centre d'évacuation avec peu de provisions. Choisir des scénarios plus difficiles attribue au joueur des points avec lesquels il peut créer des personnages plus puissants.
Comme la plupart des roguelikes, le jeu permet aux joueurs de choisir initialement parmi différentes professions (analogues aux classes dans les roguelikes) et chaque profession a son propre ensemble de traits et de compétences. Dans la création de personnage, les traits positifs, qui apportent un avantage au joueur, peuvent être choisis en consommant des points qui pourront être récupérés en choisissant des traits négatifs. Les traits qui ont un plus grand impact sur le gameplay requièrent plus de points. Les personnages peuvent augmenter progressivement leurs compétences une fois dans le jeu en entraînant les compétences respectives ou en lisant des livres obtenus à partir de diverses sources trouvées dans les villes ou les villages. Le niveau des compétences peut diminuer avec le temps si elles ne sont pas assez souvent entraînées si le système de dégradation des compétences est activé dans les options.
Le jeu a un menu qui montre les statistiques actuelles du personnage telles que la faim, la soif, le moral ou toute maladie existante dont souffre le personnage. Pour survivre, le personnage doit souvent consommer de la nourriture et de l'eau et dormir régulièrement. S'il est atteint d'une maladie, le joueur doit utiliser certains médicaments afin de traiter les maladies. La plupart des maladies se soignent d'elles même, mais certaines autres ne peuvent être supprimées qu'avec le bon médicament.

## Artisanat

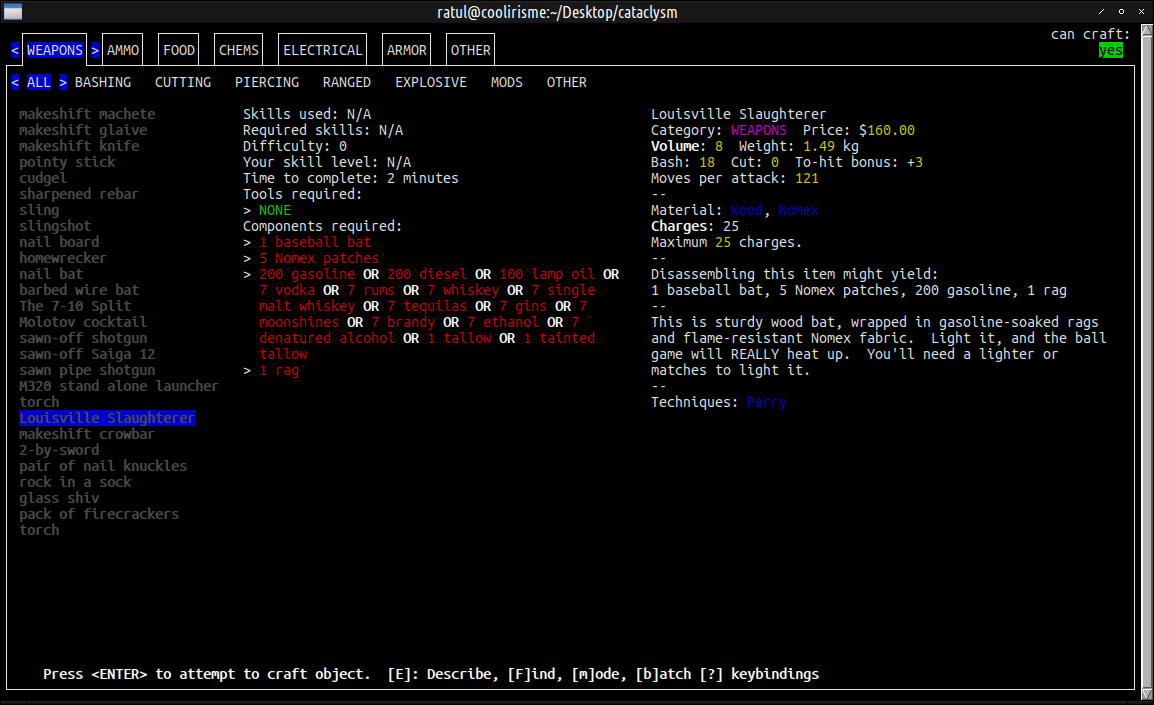
Menu d'artisanat

Contrairement à la plupart des roguelikes, CDDA se concentre fortement sur la fabrication de nombreux produits de première nécessité tels que les vêtements et la nourriture pouvant être construits à partir d'objets bruts que l'on trouve sur la carte. Pour que l'artisanat soit réussi, le joueur a besoin des matières premières et de l'équipement nécessaires. Le joueur doit également apprendre la recette de l'objet à fabriquer, qui peut être débloqué en lisant des livres dans les bibliothèques. Une fabrication réussie entraîne une augmentation de la compétence correspondante. Les objets pouvant être fabriqués sont classés en armes, munitions, nourriture, produits chimiques, armures et autres, avec plusieurs sous-catégories dans chacune d'elles.
La fabrication peut être entravée par la situation du joueur, tel qu'un moral bas, une lumière insuffisante ou la présence de monstres à proximité.

## Construction

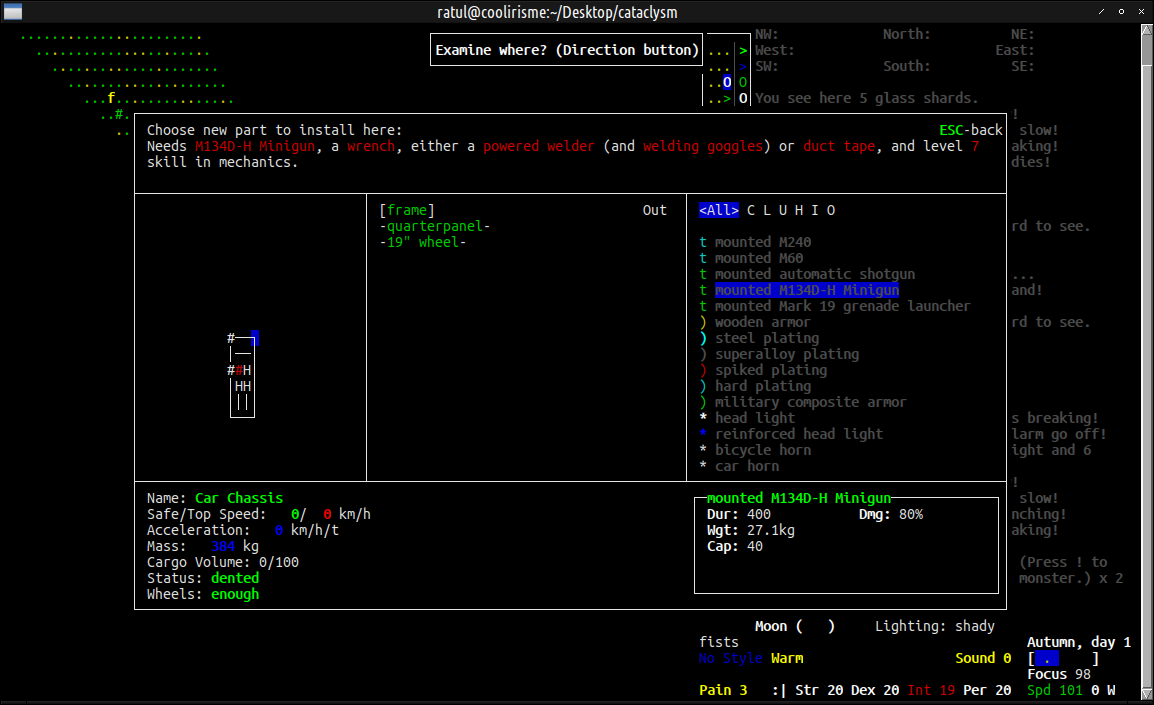
Menu de construction et de réparation des véhicules

CDDA propose un menu de construction complexe où l'on peut effectuer des actions allant de la construction simple, comme monter une fenêtre ou creuser une fosse, à des activités plus élaborées comme construire un mur en béton armé, creuser un puits ou créer des sous-sols. Comme l'artisanat, la construction nécessite des matières premières comme la brique, les pierres ou les clous. L'équipement nécessaire à la construction peut être soit récupéré dans les villes, soit fabriqué via le menu d'artisanat à partir de matières premières supplémentaires. Pour la plupart, le terrain du jeu est entièrement destructible, ce qui signifie que le joueur et d'autres entités peuvent le détruire ou y construire des structures.
Les véhicules peuvent être réparés ou même construits à partir de zéro en utilisant le menu de construction. Les joueurs ont historiquement pu créer des véhicules de tailles et de capacités assez différentes, allant de petits quads avec un stockage limité  à d'énormes automobiles de la mort avec plusieurs moteurs, tourelles, mitrailleuses et laboratoires de chimie,.

## Agriculture
Le joueur peut cultiver des terres et cultiver des céréales, des légumes, des baies et d'autres arbustes (par exemple du coton), à condition qu'il trouve les graines correspondantes. Les produits récoltés peuvent être conservés pour une utilisation ultérieure (bien que certains aliments puissent pourrir), et peuvent être consommés crus ou peuvent être utilisés pour préparer des produits plus élaborés (par exemple, l'huile de cuisson, la farine, le vinaigre, ou de la nourriture en boîte).
La saison agricole s'étend généralement de la fin du printemps au début de l'automne et dépend de la température extérieure. Chaque type de plante a des taux de croissance différents et la croissance peut être accélérée en utilisant des engrais commerciaux ou faits maison. Le rendement final dépend de la compétence de survie du personnage : plus la compétence est élevée, plus le rendement de chaque plante est élevé. Une fois récoltées, toutes les plantes sont considérées comme mortes et laissent de la paille (grains) ou des plantes flétries et quelques graines.

## Créatures
Il existe une pléthore de monstres et de créatures dans le monde. La nature sauvage contient de nombreux animaux, allant des petits animaux passifs tels que les écureuils, les lapins et les rats, aux grands prédateurs agressifs et parfois aux herbivores hostiles allant de l'orignal aux loups et aux ours. Ces animaux peuvent être chassés pour leur viande, leur fourrure, leurs os et leurs organes pour la cuisine et parfois la chimie.
Les principales menaces pour les personnages sont les zombies qui parcourent principalement les villes et certaines zones naturelles. Les zombies se présentent sous de nombreuses formes, capacités et tailles. Le jeu propose également un large éventail d'adversaires allant des humains et des animaux mutants aux extraterrestres et aux créatures interdimensionnelles, souvent inspirés des œuvres de H. P. Lovecraft et d'autres genres populaires d'horreur et de science-fiction.
Au fil des jours, de nombreux zombies et créatures vont muter en des formes plus puissantes, augmentant progressivement la difficulté. Les animaux banals peuvent être remplacés par des versions zombies ou mutantes, réduisant encore l'accès à la viande comestible tout en rendant le monde plus hostile.
Malgré la dangerosité croissante des zombies et des monstres, le nombre de zombies et de monstres dans une zone donnée (sans compter l'infinité théorique de la carte) est limité, lorsque les zombies et les monstres d'une zone sont morts et rendus incapables de revivre, ils n'apparaîtront plus dans cette zone.

## Critique
Le jeu a été reçu de manière assez positive,. Rock, Paper, Shotgun l'a nommé numéro 39 des « 50 meilleurs jeux gratuits sur PC » en octobre 2016.